# Sie nannten ihn Amigo
Sie nannten ihn Amigo ist der Titel eines im Januar 1959 in den Kinos der Deutschen Demokratischen Republik (DDR) erstmals gezeigten Films der DEFA. Rund zwei Monate später lief der Film im Deutschen Fernsehfunk (DFF), dem staatlichen Fernsehsender der DDR, und im Januar 1974 auch im ZDF. Auf der Basis des von Heiner Carow in Zusammenarbeit mit Wera Küchenmeister und Claus Küchenmeister verfassten Drehbuchs erschien 1962 und in weiteren Auflagen in den 1970er und 1980er Jahren im Kinderbuchverlag Berlin auch ein Kinderbuch von Wera und Claus Küchenmeister. Über den Film hinaus bekannt und populär in der DDR wurde das Lied „Wer möchte nicht im Leben bleiben“, das Teil der Filmmusik war und auf einem Text von Wera Küchenmeister und einer Melodie von Kurt Schwaen beruht.

## Handlung
Der Film und das Buch schildern die Erlebnisse des 15-jährigen Jungen Rainer Meister, dessen Spitzname „Amigo“ lautet, in Berlin im Jahr 1939. Amigo findet in einem Hinterhofkeller den aus einem Konzentrationslager entflohenen politischen Häftling Peter Grosse („Pepp“). Amigo hilft Pepp, obwohl er aufgrund der kommunistischen Einstellung seiner Eltern und einer vorherigen Verhaftung seines Vaters weiß, in welche Gefahr er sich damit begibt. Sein Bruder Horst ("Hotta") Meister und dessen Freund Axel ("Sine")  Sinewski erfahren von Pepp und dessen Unterstützung durch Amigo, schweigen jedoch zunächst aufgrund von dessen Drängen. Sine erzählt jedoch später seinem Vater von Amigos Hilfe für den flüchtigen Häftling. Der Vater gibt dies an die entsprechenden Behörden weiter. Amigo stellt sich, um seinen Vater und Pepp zu retten, und wird daraufhin verhaftet und selbst in einem Konzentrationslager eingesperrt. Dennoch wird sein Vater von der Gestapo festgenommen und zwei Jahre später in Plötzensee hingerichtet. Am Ende des Films wird Amigo nach dem Krieg als Panzersoldat der Nationalen Volksarmee gezeigt.

## Hintergrundinformationen
Eine Veröffentlichung auf DVD erfolgte im Mai 2006 durch Icestorm Entertainment.
Das Lexikon des internationalen Films bewertet den Film unter anderem folgendermaßen:
„… Ein handwerklich solider, atmosphärisch genauer Film, der durch seine Darstellerführung überzeugt. …“
Eine ganz entgegengesetzte Meinung vertritt der Evangelische Film-Beobachter:
„Künstlerisch unbedeutender, schwülstiger Partei-Aufbaufilm [...], bei dem leider die Themenstellung das einzige ist, was Respekt verdient.“

## Auszeichnungen
- 1959: Filmfestival der VII. Weltfestspiele der Jugend und Studenten in Wien – Bronzemedaille für Heiner Carow
- 1959: Heinrich-Greif-Preis I. Klasse im Kollektiv